# Llicorella
La llicorella o llosa, sovint també anomenada pissarra, és una roca metamòrfica d'origen sedimentari, de textura granular fina i homogènia, formada per la compactació d'argiles. És d'estructura laminar o foliàcia (pissarrositat), cosa que permet obtenir-ne lloses planes i primes de forma regular. Es presenta generalment en un color opac blavós fosc o grisenc, però n'existeixen varietats vermelles, verdes i d'altres tonalitats.

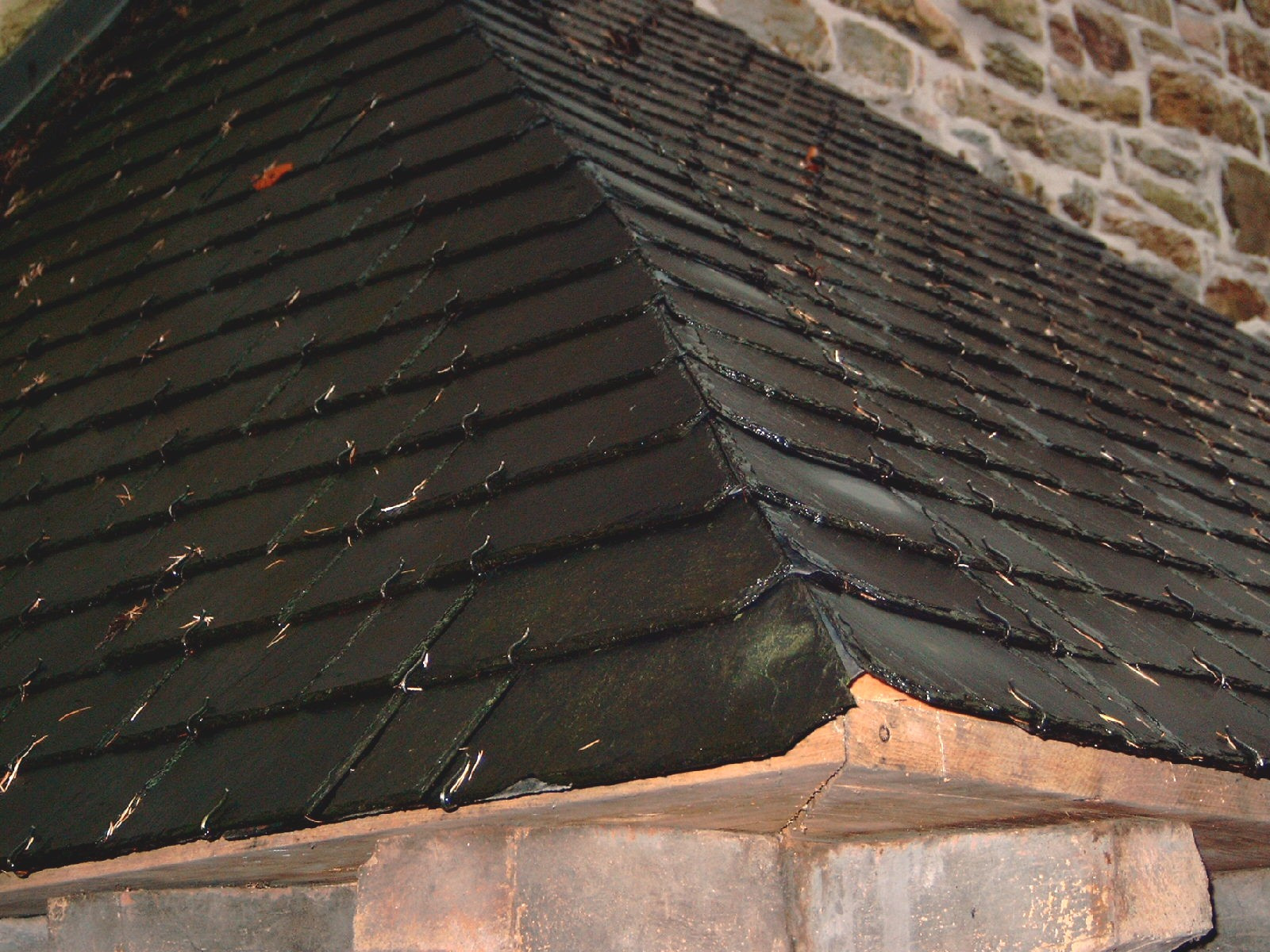
Teulada de llicorella

Gràcies de la seva impermeabilitat, la llicorella s'utilitza en la construcció de teulades, com a pedra de pavimentació i fins i tot per a fabricació d'elements decoratius.
La llicorella pot contenir quantitats variables de quars, mica, minerals d'argila i feldespats. Espanya és el major productor de llicorelles del món, on destaquen els jaciments d'El Bierzo, Cabrera i Valdeorras (Lleó i Ourense), Bernardos (Segòvia) i Villar del Rey (Badajoz). És abundant a tot el Pirineu català. Gal·les és una de les zones amb més tradició i producció. A Europa també hi ha importants pedreres a Portugal, Itàlia o Alemanya. A Amèrica del Nord les zones de producció més importants es troben a Terranova (Canadà), la vall de la llicorella a Vermont i Nova York, i el comtat de Buckingham a Virgínia.
La llosa de llicorella de què es fan els llosats o cobertes de les cases és dita llosarda al Conflent i Cerdanya.

## Producció
Espanya és el major productor i exportador de pissarra al món, amb una quota mundial al voltant del 90% l'any 2000. Existeixen importants jaciments a El Bierzo, Cabrera (Lleó), Valdeorras (Orense), Ortigueira (La Corunya), Riofrío de Aliste, Palazuelo de las Cuevas (Zamora), Bernardos (Segòvia) i Villar del Rey (Badajoz). L'empresa espanyola Cupa Pizarras, amb seu a la Comarca de Valdeorras, va ser considerada el 2014 i 2015 com a líder mundial en producció i comercialització de pissarra al món.
Gal·les, Alemanya i França durant els segles segle xix i segle xx van ser zones de gran tradició i elevada producció de pissarra del món. L'esgotament de les seves reserves de pissarra natural durant la part final del segle xx expliquen l'auge dels productors espanyols.
La Xina ocupa el segon lloc en la producció i l'exportació mundial de pissarra.
Brasil ocupa el tercer lloc. L'Estat de Minas Gerais és responsable del 95% de la producció brasilera de pissarra i la ciutat de Papagaios, del 75% de la producció d'aquest estat.
A l'Amèrica del Nord les zones de producció més importants es troben a Terranova, la vall de la pissarra a Vermont i Nova York, i el comtat de Buckingham a Virgínia.

### Sostenibilitat
Segons una declaració ambiental realitzada per l'Associació Galega de Pissarristes (AGP), la pissarra és el producte més sostenible per a cobertes. Comparant la pissarra amb altres materials usats en cobertes, el fibrociment i la teula ceràmica emeten més diòxid de carboni i consumeixen més aigua i energia en la seva producció. El sector de la pissarra ha estat el primer a obtenir a Espanya la declaració ambiental de producte a nivell nacional.

## Aplicacions

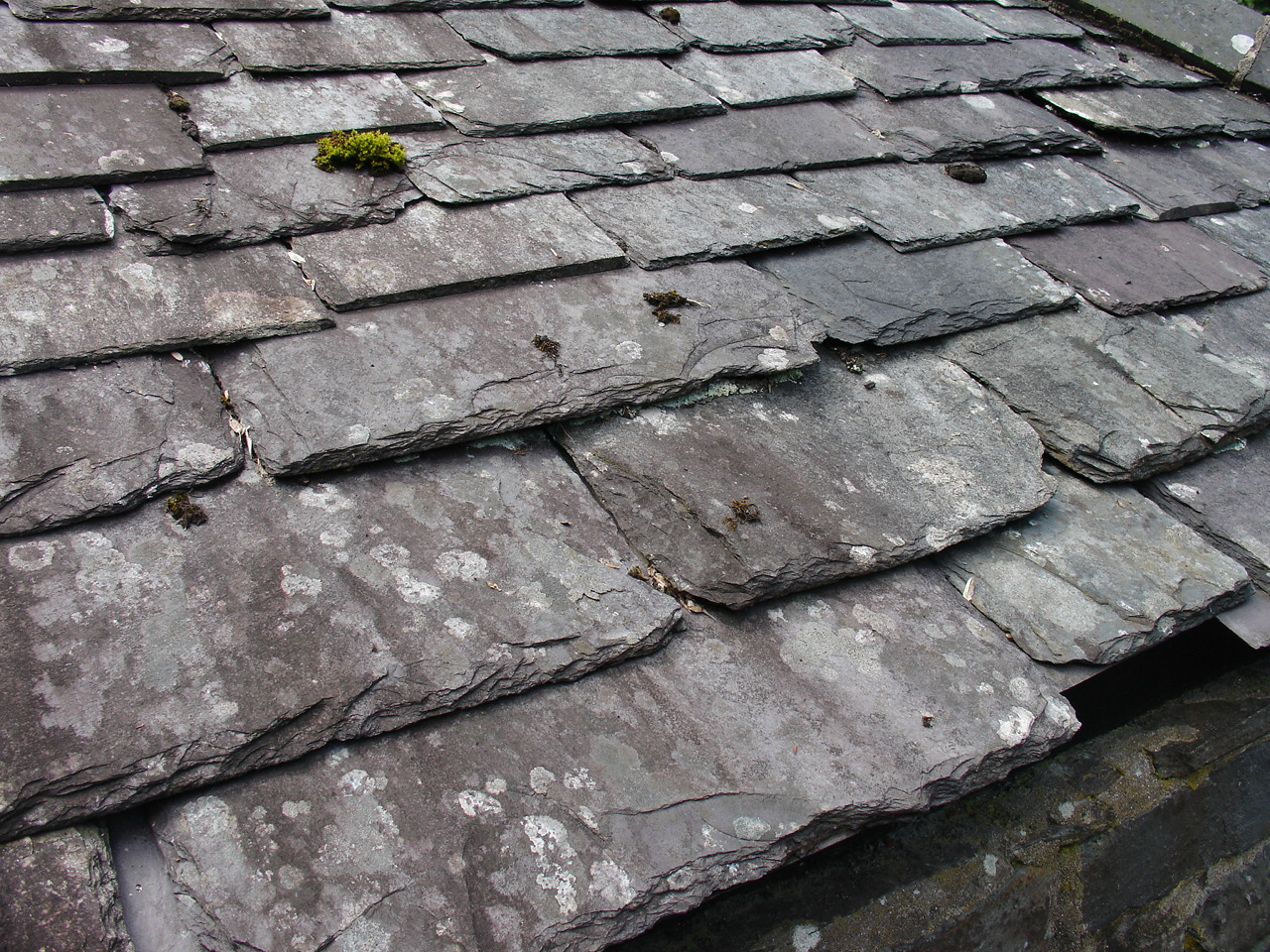
Teulada de pissarra a St. Fagans, Cardiff, Regne Unit

### Pissarra en edificis

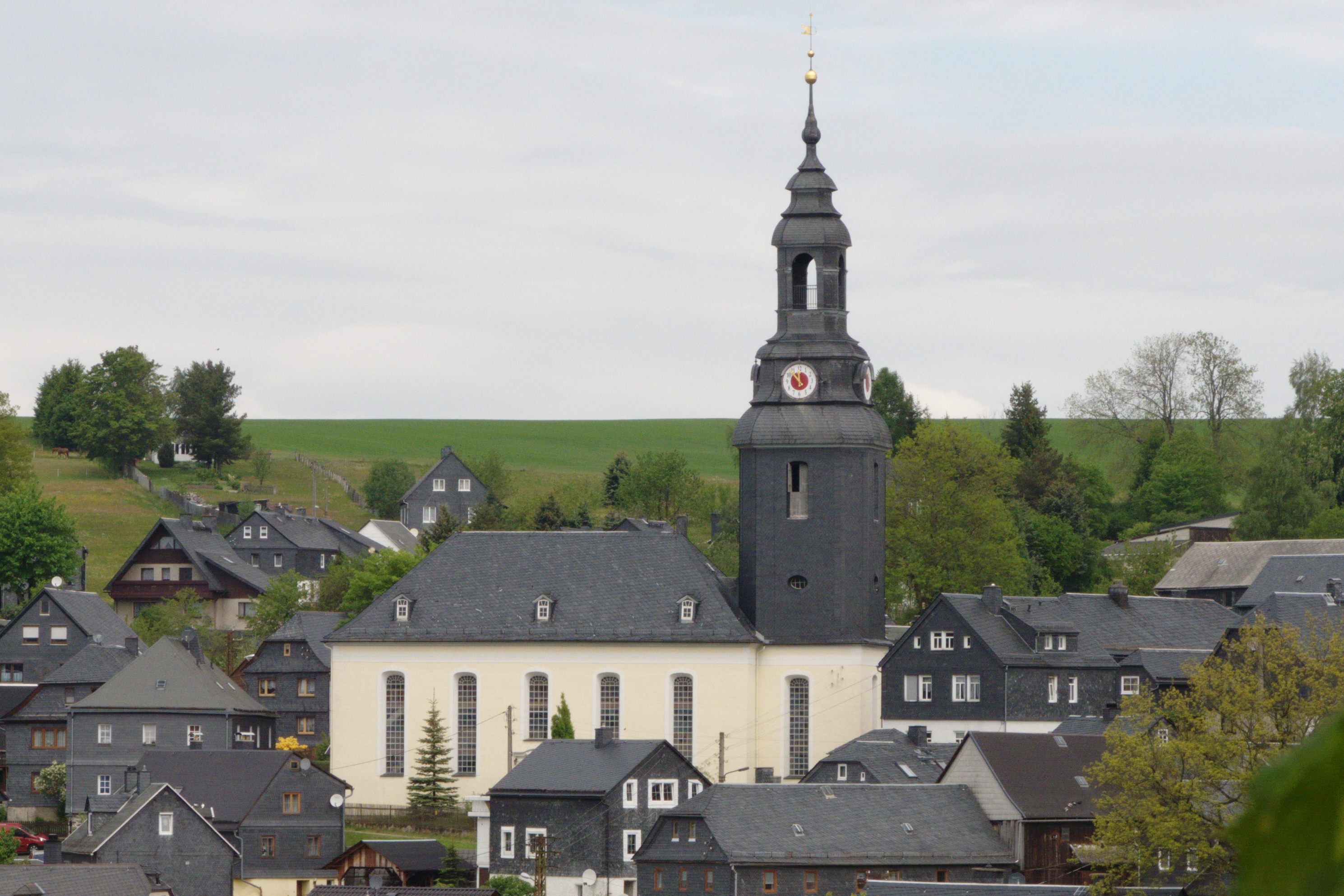
Església i habitatges revestits de pissarra a Wurzbach, Turíngia, Alemanya

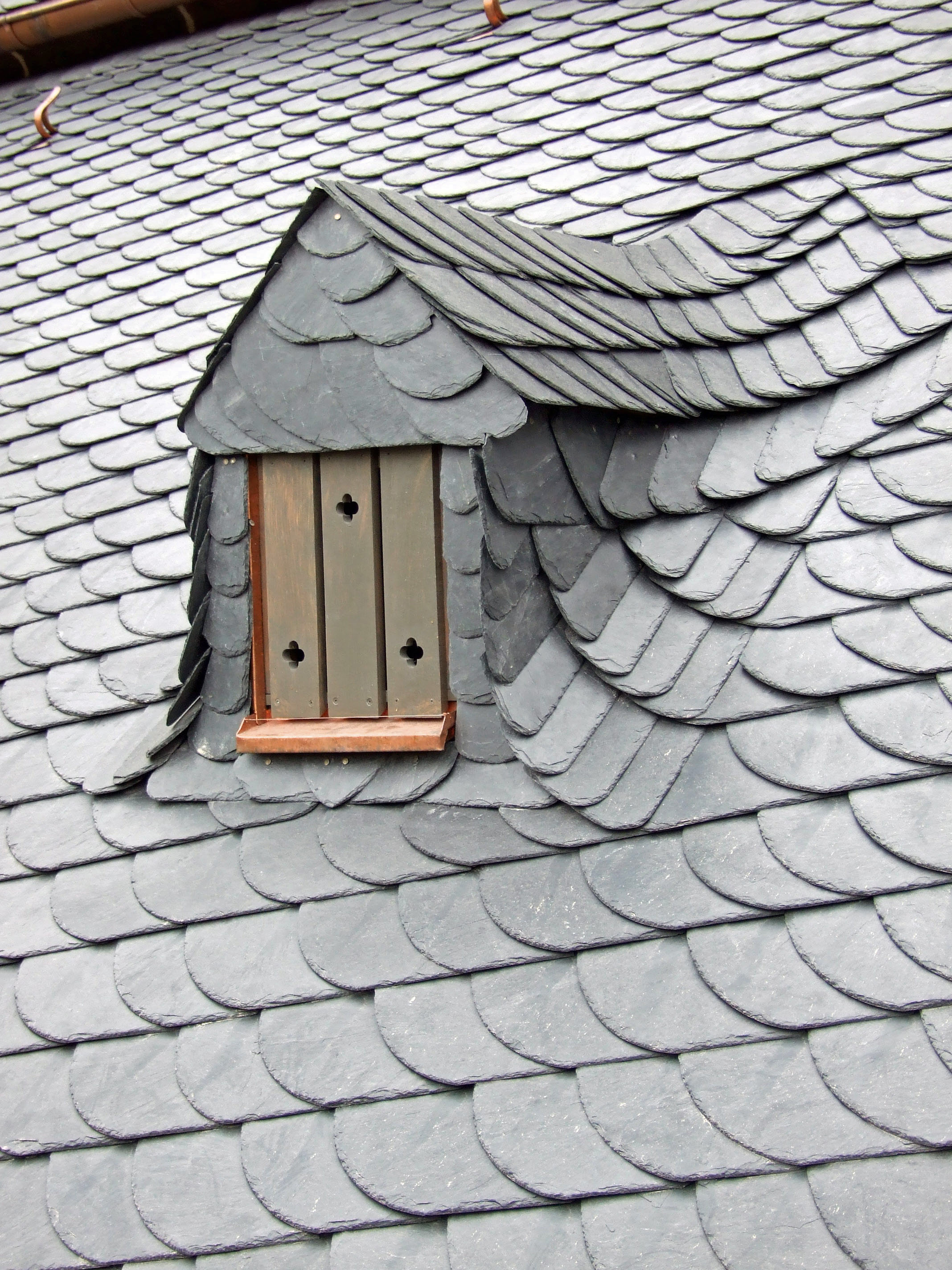
Fi treball de teules de pissarra, Església de Sant Lleonard, Frankfurt del Main, Alemanya.

La pissarra es pot convertir en pissarres per a teulades, un tipus de teula, o més concretament en un tipus de teula, que són instal·lades per una pissarra. La pissarra té dues línies de trencament -l'esquerda i la veta- que permeten dividir la pedra en fines làmines. Quan es trenca, la pissarra conserva un aspecte natural i, alhora, és relativament plana i fàcil d'apilar. Des de la dècada de 1870 fins a la Primera Guerra Mundial es va produir a Europa una sèrie de “booms de la pissarra” com a conseqüència de les millores en els sistemes de transport per ferrocarril, carretera i vies navegables.
La pissarra és especialment adequada com a material per a teulades, ja que té un índex d'absorció d'aigua extremadament baix, inferior al 0,4%, fet que la fa resistent a les gelades. La pissarra natural, que requereix un processament mínim, té una energia incorporada molt superior a altres materials per a teulades.  La pissarra és increïblement duradora i pot durar centenars d'anys, sovint amb poc o cap manteniment. La pissarra natural també és resistent al foc i energèticament eficient.

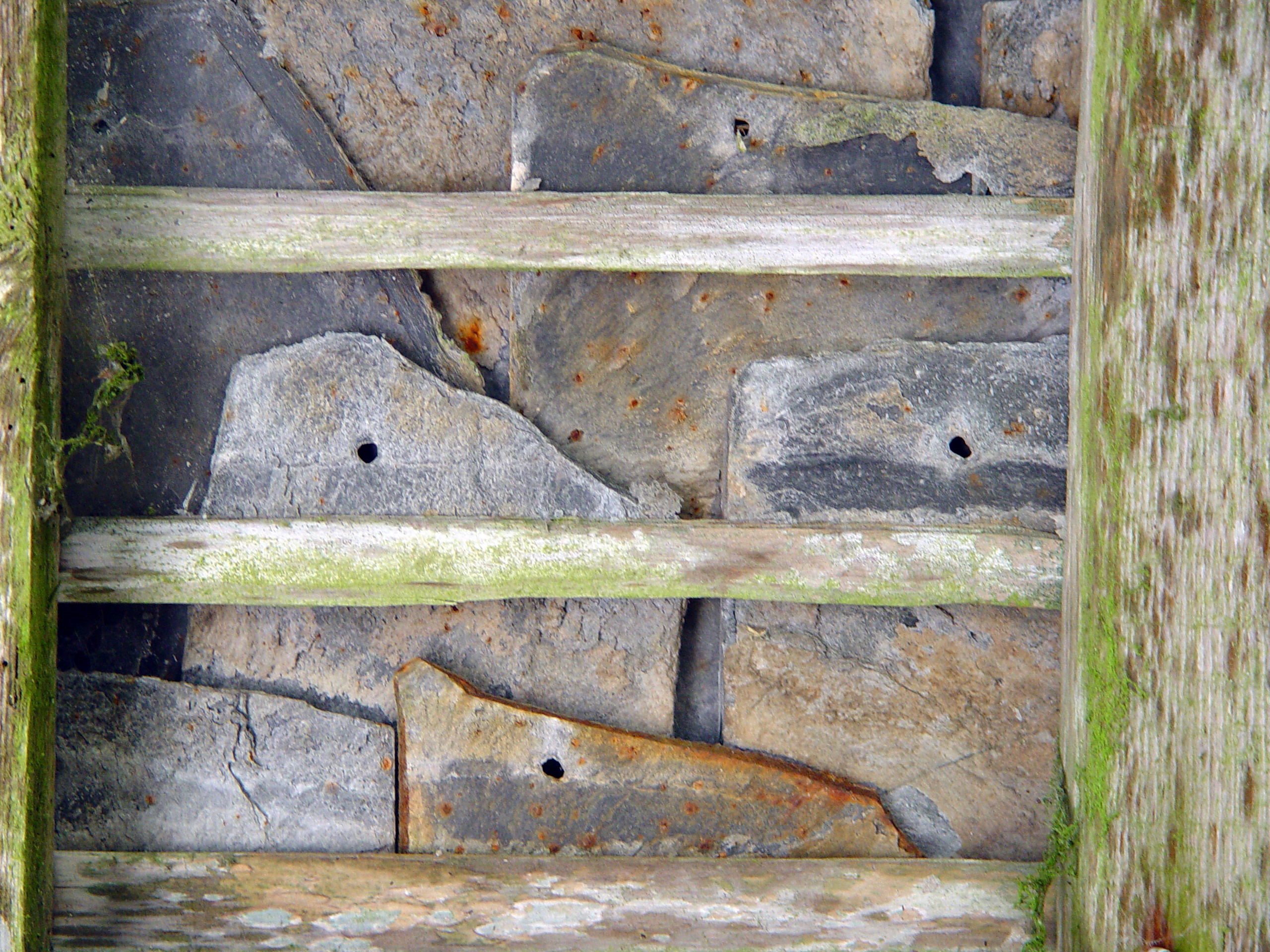
Pissarres amb forats per fixar-les, vistes des de baix. Fotografiada a Tremedda, Cornualla, una granja a Anglaterra.

Les teules de pissarra solen fixar-se (subjectar-se) amb claus o amb ganxos, com és habitual a la pissarra espanyola. Al Regne Unit, la fixació es realitza normalment amb claus dobles sobre llistons de fusta (Anglaterra i Gal·les) o clavats directament sobre taules de fusta (Escòcia i Irlanda del Nord). Els claus eren tradicionalment de coure, encara que hi ha alternatives modernes d'aliatge i acer inoxidable. Ambdós mètodes, si s'utilitzen correctament, proporcionen una coberta impermeable duradora amb una vida útil entre 60 i 125 anys.
Alguns proveïdors de pissarra d'Europa continental suggereixen que l'ús de la fixació de ganxo vol dir que:
- Es redueixen les zones febles de la teula, ja que no cal foradar forats.
- Les característiques de la teulada, com valls i cúpules, són més fàcils de crear, ja que es poden utilitzar teules estretes[22]
- La fixació amb ganxos és especialment adequada en regions sotmeses a condicions meteorològiques adverses, ja que ofereix una major resistència a l'aixecament pel vent, ja que està assegurada la vora inferior de la teula.[22]

Tot i això, els ganxos metàl·lics són visibles i poden resultar inadequats per a immobles històrics.
Les rajoles de pissarra s'utilitzen sovint per a paviments interiors i exteriors, escales, passarel·les i revestiment de parets. Les rajoles s'instal·len i es col·loquen sobre morter i es rejunten al llarg de les vores. Sovint s'utilitzen segelladors químics a les rajoles per millorar la durabilitat i l'aspecte, augmentar la resistència a les taques, reduir l'eflorescència i augmentar o reduir la suavitat de la superfície. Les rajoles solen vendre's calibrades, cosa que significa que la superfície posterior està rectificada per facilitar la instal·lació. Els terres de pissarra poden ser relliscosos quan s'utilitzen en llocs exteriors exposats a la pluja. Les rajoles de pissarra es van utilitzar en la construcció d'edificis al Regne Unit al segle xix (a part de les teulades) i a zones de pedreres de pissarra com Blaenau Ffestiniog i Bethesda (Gal·les) encara hi ha molts edificis construïts totalment amb pissarra. La pissarra també es pot col·locar a les parets per crear una membrana antihumitat rudimentària. Les petites retallades s'utilitzen com a falques per anivellar les bigues del terra. A les zones on abunda la pissarra, també s'utilitza en trossos de diverses mides per construir murs i bardisses, de vegades combinada amb altres tipus de pedra. A les llars modernes, la pissarra s'utilitza sovint com a posagots.

### Altres usos
Per ser un bon aïllant elèctric i ignífug, es va utilitzar per construir a principis del segle xx quadres elèctrics i comandaments de relés per a grans motors elèctrics. A causa de la seva estabilitat tèrmica i inèrcia química, la pissarra s'ha utilitzat per taulells de taules de laboratori i de billar.
Les cultures més antigues utilitzaven la pissarra com a pedra d'esmolar ganivets, però avui dia les pedres d'esmolar es fabriquen més aviat amb quars.
A les escoles dels segles segle xviii i segle xix, s'utilitzava molt per a pissarres d'escriptura, tant en format gran com de mida individual, per a les quals s'empraven llapis de pissarra o de guix.
A les zones on està disponible, la pissarra d'alta qualitat s'utilitza per a làpides i làpides commemoratives. En alguns casos, la pissarra va ser utilitzada per l'antiga civilització maia per formar esteles.
Al Japó, la pissarra era el material tradicional de les pedres negres de Go. Actualment, es considera un luxe.

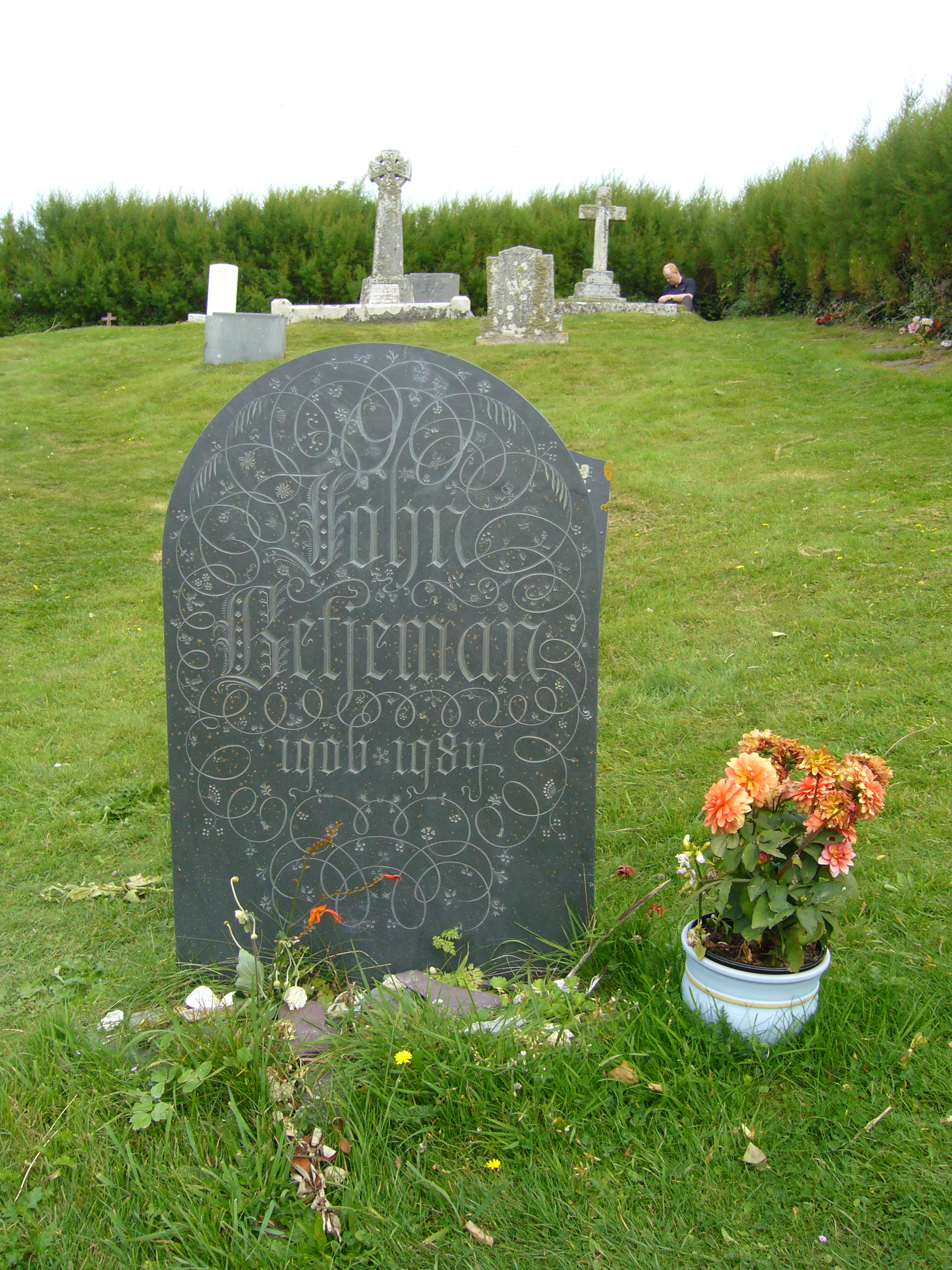
Tomba de John Betjeman amb inscripció a pissarra a Cornualla
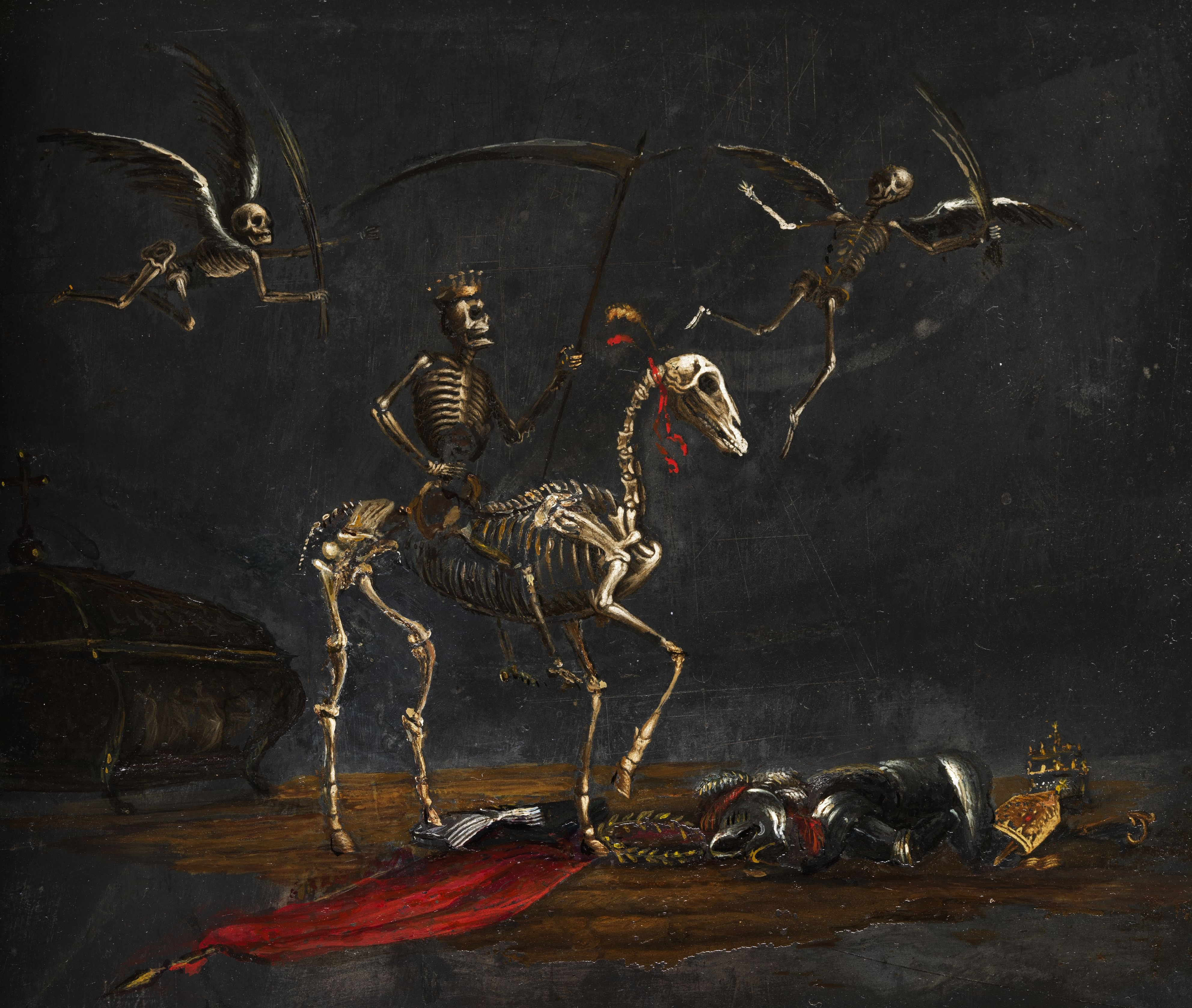
Leonard Bramer, pintura Mors Triumphans (oli sobre pissarra)
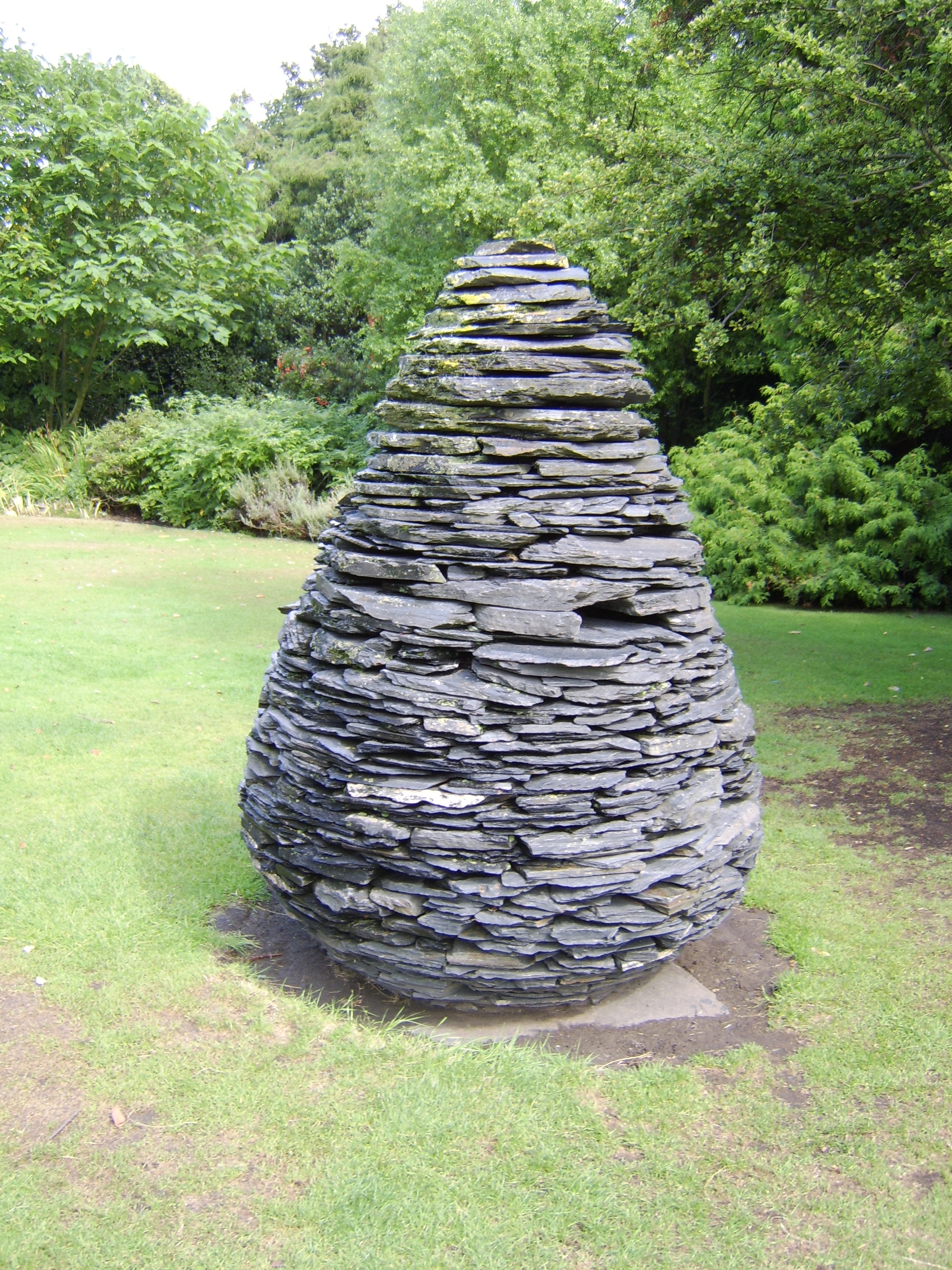
"Con de pissarra" al Reial Jardí Botànic d'Edimburg

## Fòssils
Atès que la pissarra es va formar a baixa temperatura i pressió en comparació amb altres roques metamòrfiques, s'hi poden trobar alguns fòssils; de vegades fins i tot restes microscòpiques d'organismes delicats.

## La llicorella als Països Catalans

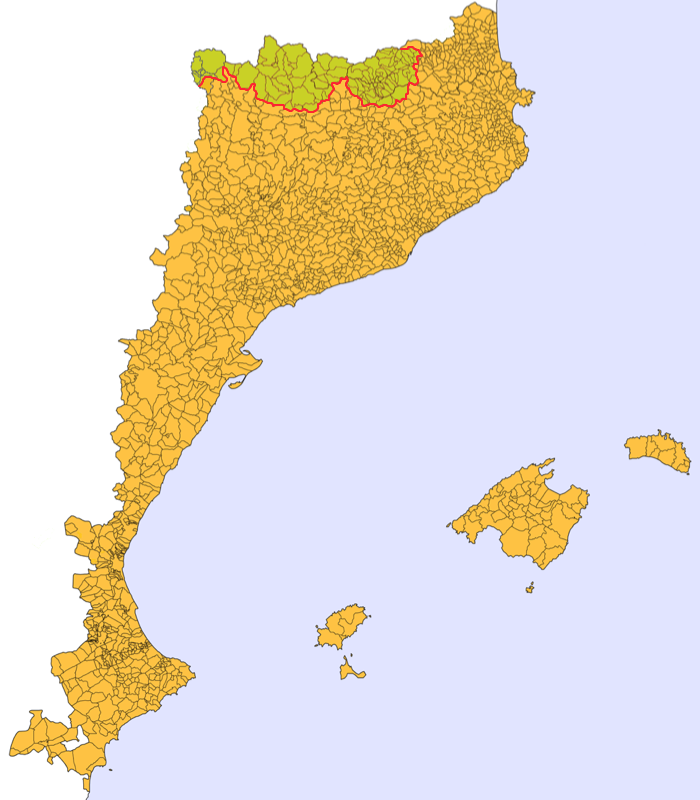
Mapa dels Països Catalans que mostra la presència històrica de teulades de teula (en taronja) i de llicorella (en verd).

Als Països Catalans, les teulades de llicorella, tal com es pot veure a la imatge, són pròpies de les següents àrees geogràfiques:
- Vall de Benasc: Antics municipis de Benasc, Saünc, Sessué, Vilanova d'Éssera, Gia i Castilló de Sos.
- Alta vall de Barravés: Antic municipi de Castanesa; i nuclis d'Aneto i de Senet de Barravés.
- Vall de Boí: Antics municipis de Barruera i Durro, a excepció del nucli de Cóll.
- Alta vall Fosca: Antics municipis de la Torre de Cabdella i Mont-ros.
- Vall d'Àneu: Antics municipis de València d'Àneu, Son, Sorpe, Isil, Esterri d'Àneu, Unarre, Jou, Espot i Escaló.
- Valls de Tírvia: Antics municipis de Lladorre, Esterri de Cardós, Estaon, Ribera de Cardós, Alins, Ainet de Besan, Norís, Àreu, Tor, Farrera i Tírvia.
- Vall de Sort: Antics municipis de Llavorsí, Surp, Rialb de Noguera, Sort, Altron, Enviny, Llessui, Soriguera, Estac i Castellàs de Pallars; i nucli d'Ancs.
- Valls d'Andorra: Antics municipis d'Ordino, la Maçana, Canillo, Encamp, Andorra i Lòria.
- Alt Urgellet: Antics municipis de Civís, Ars, Anserall, Arcavell, Bescaran, Estamariu, la Seu d'Urgell, Castellciutat, Aravell, Arfa, Castellbò, la Vall de Castellbò, la Parròquia d'Hortó, el Pla de Sant Tirs, Pallerols del Cantó i Guils del Cantó; i nuclis d'Argestues i Berén.
- Alta vall del Segre: Antics municipis d'Ordèn, Éller, Meranges, Prats de Cerdanya, Isòvol, Ger, Bolvir, Guils de Cerdanya, Urús, Das, Alp, Queixans, Urtx, Vilallobent, Puigcerdà, Portesa, Porta, la Tor de Querol, Enveig, Ur, Ix, Càldegues, Llívia, Angostrina, Dorres, Vilanova de les Escaldes, Palau de Cerdanya, Oceja, Naüja, Vallcebollera, Estavar, Èguet, Odelló de Cerdanya, Darnaculleta, Targasona, Sallagosa, Er, Llo, Eina, Bolquera, els Forcats, Planès de la Perxa, la Cabanassa i el Vilar d'Ovança.
- Capcir: Antics municipis de la Llaguna, els Angles, Matamala, Formiguera, Font-rabiosa, Ral i Puigbalador.
- Alta vall de la Tet: Antics municipis de Sançà, Calders de Conflent, Aiguatèbia, Talau, Ralleu, Orellà, Sautó, Fontpedrosa, Canavelles, Toès, Oleta, Nyer, Mentet, Soanyes, Jújols, Serdinyà, Noedes, Orbanyà i Conat.
- Alta vall de Ribes: Antics municipis de Toses, Planoles i Queralbs.